# Хай Жуй
Хай Жуй (кит. 海瑞, пиньинь Hăi Ruì) (23 января 1514 — 13 ноября 1587) — китайский чиновник династии Мин. Вошел в историю как образец неподкупности и нравственной силы. Имя Хай Жуя получило дополнительную известность благодаря пьесе У Ханя «Разжалование Хай Жуя», разгромную критику которой считают началом китайской Культурной Революции.

## Биография
Происходил из мусульманского национального меньшинства хуэй. Прапрадед Хай Жуя принял ислам, женившись на арабке. Хай Жуй родился на о. Хайнань и был воспитан матерью-мусульманкой. Начал официальную карьеру в 39 лет в провинции Фуцзянь после неудачных попыток сдать государственный экзамен. Получил популярность благодаря собственным нравственным качествам, но по той же причине нажил себе влиятельных врагов.
В 1565 году, несмотря на опасения семьи, подал меморандум, осуждающий императора за попустительство негодным чиновникам. В 1566 году приговорён к смертной казни, но ввиду внезапной смерти государя в начале 1567 года приговор не был доведён до исполнения.
В царствование императора Лунцина Хай Жуй восстановлен в должности, но в 1570 году вынужден уйти в отставку из-за жалоб на «чрезмерное усердие». Провёл 15 лет на родине, умер через два года после третьего возвращения к службе, в царствование императора Ваньли, в возрасте 74 лет. Похоронен на родине.
Могила Хай Жуя — ритуальный комплекс, построенный в 1589 году — сильно пострадала в период Культурной Революции вследствие критики, развёрнутой против вышеупомянутой пьесы.

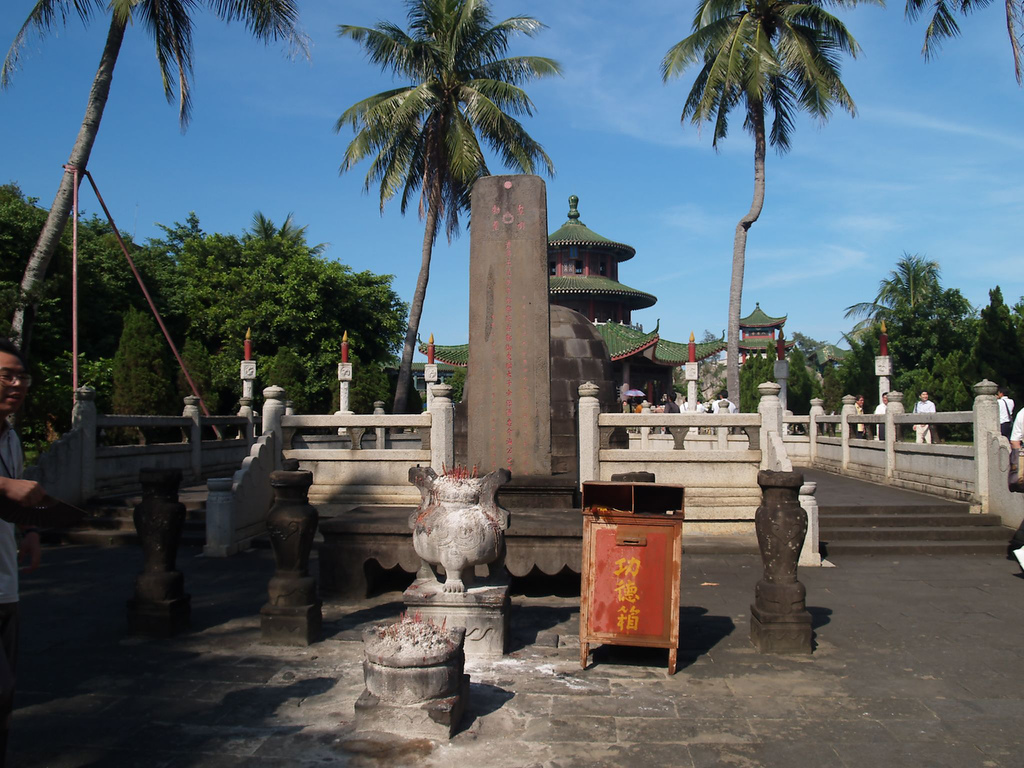
Могила Хай Жуя